# Herrin Peak
Herrin Peak är en bergstopp i Antarktis. Den ligger i Västantarktis. Chile gör anspråk på området. Toppen på Herrin Peak är 1 755 meter över havet.
Terrängen runt Herrin Peak är huvudsakligen kuperad, men åt nordost är den platt. Trakten är obefolkad. Det finns inga samhällen i närheten. 